# Schlesische Oper

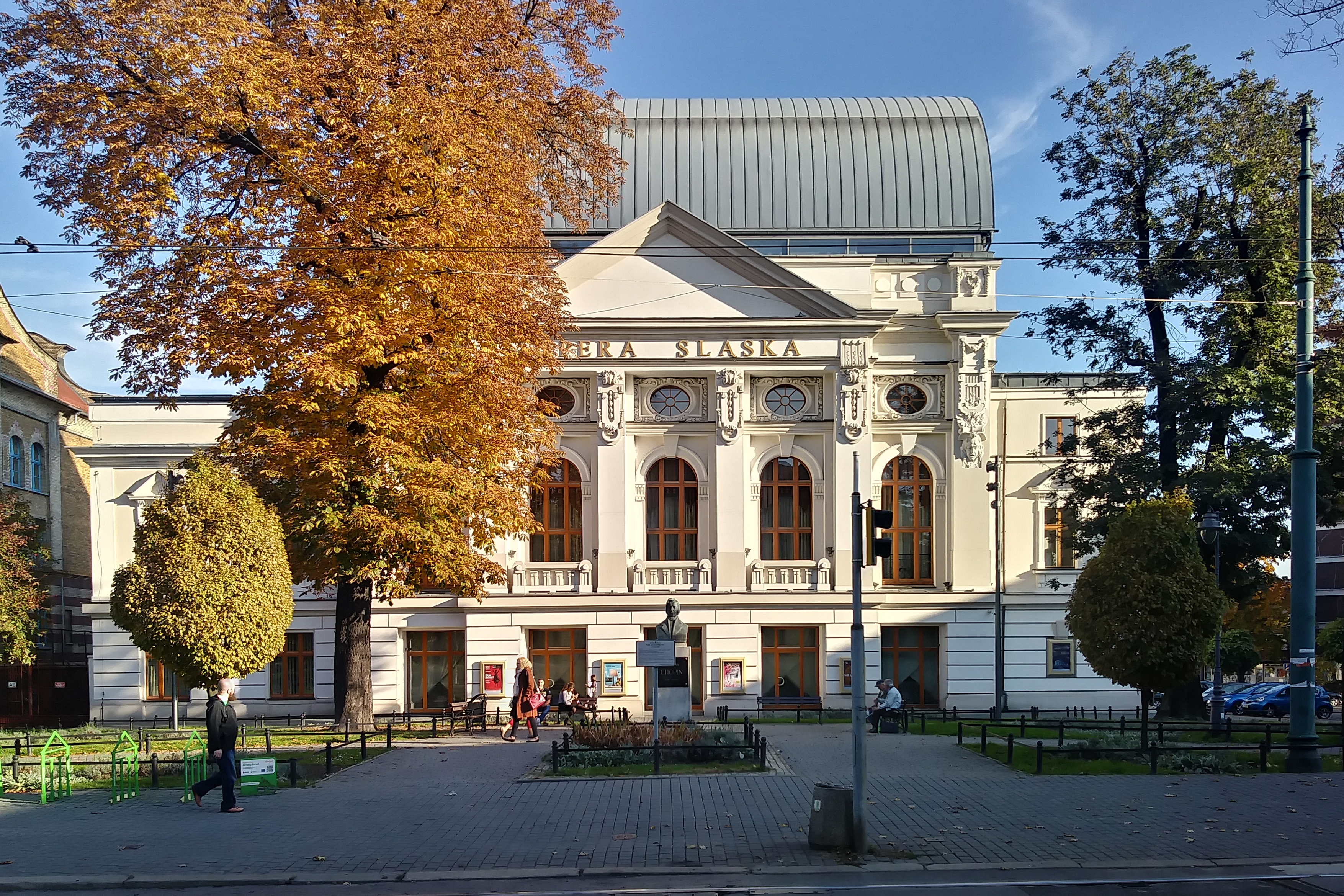
Schlesische Oper (Opera Śląska) – Bytom, Polen (im ehemaligen Stadttheater Beuthen Oberschlesien), 2019

Die Schlesische Oper (polnisch Opera Śląska) ist ein Opernensemble in Bytom, Schlesien, Polen, das 1945 im ehemaligen Stadttheater von Beuthen in Oberschlesien gegründet wurde.

## Vorgeschichte
Die dokumentarisch zu belegende Geschichte des Theaterwesens der Stadt Beuthen in Oberschlesien reicht bis in die frühen Jahrzehnte des 19. Jahrhunderts zurück. 
Das heutige Haus verdankt sich vor allem der Initiative von Franz Landsberger (1853–1925), der ein passionierter Geiger und Direktor zunächst der Oberschlesischen Bank, dann der Dresdner Bank in Beuthen war. Für sein Vorhaben des Baus eines Stadttheaters, das zugleich als Konzerthaus genutzt werden sollte, gründete er im Jahr 1900 eine sogenannte „Konzerthausgesellschaft“, der zahlreiche Beuthener Bürger beitraten. Man beauftragte den Berliner Architekten Alexander Böhm mit dem Entwurf des Gebäudes, die Ausführung oblag der Beuthener Baufirma Konrad Segnitz.

## Oberschlesisches Landestheater
Den Bauplatz, ein Gelände zwischen Kaiserplatz und Gymnasialstraße, das bereits für Zirkus-Präsentationen verwendet worden war, stellte die Stadt unentgeltlich zur Verfügung. Die Bürgerschaft und namentlich mehrere Großindustrielle brachten das Kapital auf, um den Bau zu ermöglichen. Die Eröffnung erfolgte am 1. Oktober 1901 mit Beethovens Ouvertüre Die Weihe des Hauses sowie einem Prolog, den der damalige Direktor, Hans Knapp, sprach. In einem „lebenden Bild“ wurde sodann eine allegorische Huldigung Oberschlesiens an die Kunst inszeniert. Erst im Anschluss erfolgte dann die Darbietung von Schillers Jungfrau von Orleans. Wenige Tage später erfolgte die Eröffnung des Konzertsaales, der an das Theatergebäude angebaut ist.
Zunächst gab es in dem Theater primär Schauspiel- und Operettenaufführungen. Ab 1905 (und zunächst nur bis 1908) bot Knapp seinem Publikum auch Opernvorstellungen, die mit einem Orchester von 38 Musikern und einem Chor von 20 Sängern bestritten werden mussten, wobei der Beuthener Singverein bei großen Choropern hinzutrat. So spielte man aber eine repräsentative Auswahl aller Operngattungen, die damals im deutschen Sprachraum üblich waren, darunter Werke der Komponisten Bizet, Boieldieu, Flotow, Halévy, C. Kreutzer, Lortzing, Maillart, Mascagni, Méhul, Meyerbeer, Mozart, Neßler, Offenbach, Rossini, A. Thomas, Verdi, R. Wagner, C. M. v. Weber. Anschließend konnte Knapp zunächst nur eine sogenannte „Monatsoper“ durch gastierende Ensembles darbieten lassen. Selbst in den Kriegsspielzeiten bot man Schauspiele und Operetten dar, und 1916 begann man wieder mit der Wiedergabe von Opern (Lortzings Waffenschmied, Webers Freischütz und Humperdincks Königskindern). 1921 fand dann ein erstes Gastspiel der Volksoper Wien statt.
Im April 1923 erfolgten erste Pläne, einen Zusammenschluss der Opernhäuser von Beuthen, Gleiwitz und Hindenburg (poln. Zabrze) zu bewerkstelligen. Dieses Vorhaben wurde dann mit dem „Drei-Städtebundtheater“ und mehreren anderen Kooperationsmodellen realisiert. Am 27. September 1924 wurde mit Fidelio unter der neuen Intendanz von Hubert Reusch aus Berlin die erste Oper gespielt. Die Rolle des Florestan sang der ungarische Tenor József Balassa. Nun währte diese erfolgreiche Periode des Beuthener Stadttheaters im Städtebund (unter dem Titel „Vereinigte Städtische Bühnen“), allerdings unter dem neuen Intendanten aus Mannheim, Eugen Felber und anderen, ununterbrochen bis 1944. Bereits 1925 gab es das Gastspiel eines Polnischen Ensembles, der Oper aus Kattowitz, mit der Oper Mazeppa von Adam Münchheimer (jidd.: Minchejmer, 1830–1904), einem Schüler von Adolf Bernhard Marx, doch kam dieses Ensemble auch mit bekannteren Werken nach Beuthen.
Ab dem Jahr 1925 war am Beuthener Stadttheater der junge Schauspieler sowie nachmalige Intendant der Komischen Oper Berlin, Walter Felsenstein, engagiert, der sich hier erstmals als Opernregisseur versuchte, bei Puccinis La Bohème und Max von Schillings’ Mona Lisa.
1926 erbrachte das Gesamtgastspiel der Wiener Volksoper nicht nur für Beuthen, sondern die ganze Region, die erste Begegnung mit dem in Bayreuth gespielten Œuvre von Wagner. Der Ring des Nibelungen wurde damals in Beuthen erstaufgeführt. Anschließend gab es Erstaufführungen von Opern Verdis, Eugen d’Alberts, Brandts-Buys, Hans Pfitzner und Bizets. Ab 1927 war der stellvertretende Vorsitzende des Deutschen Bühnenvereins, Arthur Illing. 1929 wurde auch das zeitgenössische Opernschaffen berücksichtigt: Es kam u. a. zu Aufführungen von Opern Paul Hindemith, Ernst Krenek und Kurt Weill.
Das gedeihliche Zusammenwirken der polnischen und deutschen Ensembles wurde dann durch radikalisierte deutschnationale Jugendliche torpediert, die die Vorstellung des Kattowitzer Ensembles in Oppeln mit Stinkbomben störten, was sowohl von der deutschen wie auch polnischen Presse auf das Schärfste verurteilt wurde. Doch durften danach keine Gastspiele der deutschen Ensembles auf den polnischen Bühnen im oberschlesischen Raum mehr stattfinden. Anschließend gab es eine gerichtliche Untersuchung und klare rechtliche Regelungen zu den jeweiligen Gastspielen, die in speziellen Proportionen zugelassen waren.
Die folgenden Spielzeiten wiesen wieder einige Raritäten auf, darunter Verdis frühe Opera buffa Un giorno di regno, Kienzls Evangelimann, Janáčeks Jenůfa und sogar eine Operetten-Uraufführung (des Komponisten Hermann Falk). Das Habimah-Theater gab ein Gesamtgastspiel mit dem Dybuk von Salomon An-ski. Der neue musikalische Chef, Erich Peter, plante einen eigenen Wagnerschen Ring, doch wurden viele kühne Pläne von den Nationalsozialisten hintertrieben und Illing konnte sich als Intendant nicht halten.
Doch selbst nach 1933 gab es in Beuthen einen vielseitigen Spielplan mit zahlreichen Erstaufführungen, darunter Werken von Paul Graener und Rudolf Wagner-Régeny, Ermanno Wolf-Ferrari, Franz Schmidt und Emil Nikolaus von Reznicek. 1940 wurde Franz Wödls Oper Die Komödie der Irrungen nach Shakespeare uraufgeführt. Zu den besonderen Werken, die gegeben wurden, zählen auch Ottmar Gersters Enoch Arden, Lortzings Hans Sachs, Alexander Ecklebes Das Buch der Liebe (UA 1942), Cesar Bresgens Die schlaue Müllerin und Ende 1943 die Erstaufführung einer Neufassung von E. T. A. Hoffmanns Aurora (Textbearb. Bayer/Lange, Musikalische Fassung: Lukas Böttcher). Am 2. Juli 1944 fand dann die letzte Vorstellung des deutschsprachigen Ensembles in diesem Theater statt, Lehárs Operette Der Graf von Luxemburg. Anschließend gab es vor der Ausrufung des „totalen Krieges“ nurmehr Gastspiele.

## Opera Śląska
Der weltberühmte Bassist Adam Didur, der zuvor an der Metropolitan Opera in New York City gewirkt hatte, war dann erster künstlerischer Direktor in der polnischen Zeit des Hauses ab 1945. Als Eröffnungsvorstellung seiner Intendanz erfolgte am 14. Juni 1945 eine Erstaufführung von Moniuszkos „Nationaloper“ Halka in polnischer Sprache. Ein Gutteil des Ensembles rekrutierte sich aus der ehemaligen polnischen Oper in Lwow (Lemberg). Das Haus wurde neuerlich als Ensemble höchsten Ranges und Talentschmiede für Sänger und Tänzer in Polen und im Ausland bekannt. Auslandsauftritte erfolgten in Deutschland, Italien, Belgien, den Niederlanden, Dänemark und als erste polnische Bühne in den USA und Kanada. In Bytom haben u. a. die Sänger Bogdan Paprocki, Romuald Tesarowicz, Anna Lorenz, Jolanta Wrożyna sowie Wiesław Ochman (der hier auch als Regisseur wirkte) debütiert.
Es wurden hier dann auch Moniuszkos Gespensterschloss sowie sämtliche Werke von Szymanowski, Różycki, Rudziński, Matlakiewicz, Świder, Twardowski und Baird präsentiert.
2005 wurde im Operngebäude ein neuer, nach Adam Didur benannter kleinerer Konzertsaal mit 176 Sitzplätzen eröffnet. Hier finden Kammerveranstaltungen, kleine Musikformen, Symphoniekonzerte, Jubiläumsveranstaltungen und anderes statt.
Das gegenwärtige Repertoire umfasst 33 Opern. Der Direktor des Opernhauses ist Łukasz Goik.